# Coffea salvatrix
Coffea salvatrix là một loài thực vật có hoa trong họ Thiến thảo. Loài này được Swynn. & Philipson mô tả khoa học đầu tiên năm 1936.